# سميث إي. لين
سميث إي. لين هو مسؤول ومحامي وسياسي أمريكي، ولد في 22 يوليو 1829 في نيويورك في الولايات المتحدة، وتوفي بنفس المكان في 1 فبراير 1909.